# Ana Brnabić
Ana Brnabić (serbisk kyrilliska: Ана Брнабић), född 28 september 1975 i Belgrad, Serbien, är en serbisk politiker och sedan den 29 juni 2017 premiärminister i Serbien. Hon är den första öppet homosexuella personen att ha denna post i landet. Hon är även den första kvinnan på posten.
Hon utsågs till en av världens mest betydande kvinnliga politiker år 2019 av tidningen Forbes.
År 2019 födde hennes partner Milica Djurdjic en son och Ana Brnabić är därmed den första öppet homosexuella premiärminister som har blivit förälder under sin regeringstid. Registrerat partnerskap mellan personer av samma kön är inte tillåtet i Serbien och Brnabic driver inte HBTQ-frågan, men har deltagit i prideparader. 